# Estancia de Guadalupe
Estancia de Guadalupe é uma comuna da província de Córdoba, na Argentina.